# Поликлиника Наркомата путей сообщения
Поликлиника Наркомата путей сообщения — здание в Москве по адресу Новая Басманная улица, дом 5, строение 1. Объект культурного наследия регионального значения.

## История
Здание поликлиники было построено по проекту архитектора Ивана Фомина в 1923—1933 годах. До этого Фомин возвёл для Наркомата путей сообщения дом в начале улицы (дом 2). Поликлиника стала одним из его последних реализованных проектов. Здание выполнено в стиле ар-деко, довольно редкого для Москвы.
План постройки асимметричен, она состоит из трёх объёмов. Два протяжённых корпуса стоят параллельно проходящей рядом железной дороге, правый стоит торцом по красной линии улицы, левый поставлен чуть в глубине владения. Третий корпус короче и соединяет первые два между собой. Со стороны улицы корпуса оканчиваются полуцилиндрами, которые вместе с оградой с решёткой ограничивают парадный двор. С другой здания располагается внутренний хозяйственный двор. Утопленный вглубь участка левый корпус на этаж выше двух других. Окна похожи на популярные в 1920-х годах ленточные. На фасаде со стороны железной дороги лестницы расположены в полуцилиндрических ризалитах. Парадный фасад во дворе дополнен галереей первого этажа, и длинными балконами. Отделка здания выполнена с применением лаконичных упрощённых ордерных элементов: тонкий карниз с сухариками, малозаметная рустовка, сдвоенные колонны без капителей, последние относились к числу любимых приёмов Фомина.
Поликлиника НКПС, для которого здание было построено, была хорошо оборудована при участии американцев.

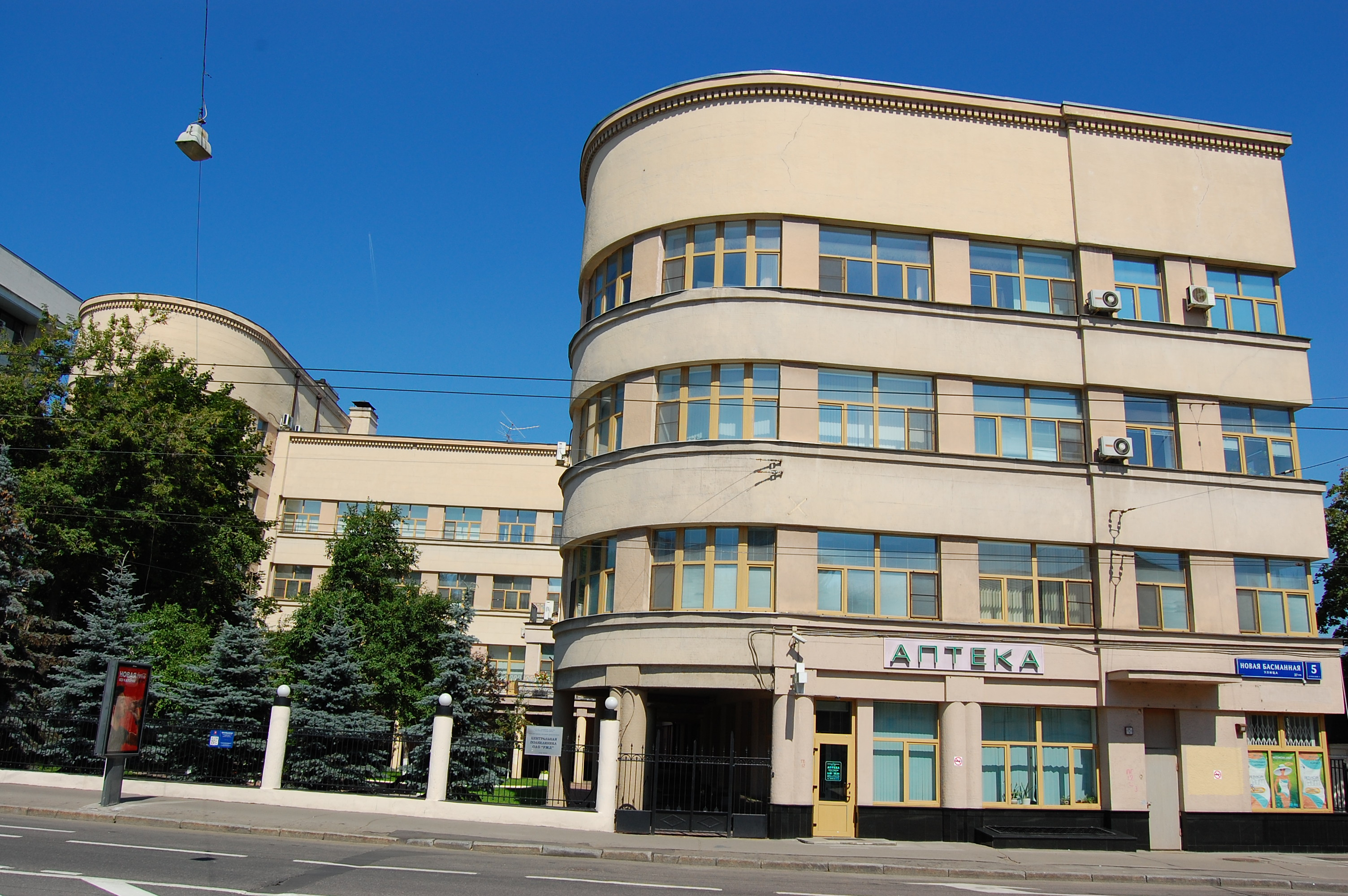
Поликлиника в 2015 году

С преобразованием комиссариата в Министерство путей сообщения СССР сменила название и она. В настоящее время учреждение является центральной поликлиникой Архивная копия от 2 сентября 2017 на Wayback Machine ОАО «РЖД».